# Radio (Robbie-Williams-Lied)
Radio ist ein Lied des britischen Popsängers Robbie Williams aus dem Jahr 2004.

## Hintergrund
Das englischsprachige Lied wurde vom Interpreten selbst, gemeinsam mit Stephen Duffy, geschrieben beziehungsweise komponiert. Zusammen mit Andy Strange zeichneten die beiden Autoren auch für die Produktion verantwortlich.
Die Erstveröffentlichung von Radio erfolgte als Single am 1. Oktober 2004 durch Chrysalis Records. Diese erschien auf CD als 2-Track-Single mit einem Remix als B-Seite sowie als Maxi-Single, die einen Remix und das Lied Northern Town als B-Seiten enthält. Am 15. Oktober 2004 erschien Radio als Teil von Williams Best-of-Album Greatest Hits.
Das dazugehörige Musikvideo von Vaughan Arnell zählte bis Juli 2023 über 6,5 Millionen Aufrufe bei YouTube.

## Rezeption

### Rezension
Für die sonst Robbie-Williams-kritische Jasmin Lütz, Kritikerin bei laut.de, war Radio „eine glanzvolle Neo-Wave-Hymne, mit der das Freundschaftsduo eine neue Williams-Ära einläutet“. Sie habe „Robbie fast nicht erkannt. Aber der 80er-Sound à la Human League“ stehe ihm gut. Ferner führte sie aus: „"Listen To The Radio" darf wieder mal als Beweis dafür gelten, dass Mr. Williams ein musikalisches Chamäleon ist und stets für Überraschungen sorgt.“

### Charts und Chartplatzierungen
| ChartsChartplatzierungen     | Höchstplatzierung | Wochen |
| ---------------------------- | ----------------- | ------ |
| Deutschland (GfK)            | 2 (9 Wo.)         | 9      |
| Österreich (Ö3)              | 3 (9 Wo.)         | 9      |
| Schweiz (IFPI)               | 14 (8 Wo.)        | 8      |
| Vereinigtes Königreich (OCC) | 1 (8 Wo.)         | 8      |

| ChartsJahrescharts (2004)    | Platzierung |
| ---------------------------- | ----------- |
| Deutschland (GfK)            | 98          |
| Vereinigtes Königreich (OCC) | 60          |

### Auszeichnungen für Musikverkäufe
| Land/Region                  | Auszeichnungen für Musikverkäufe (Land/Region, Auszeichnung, Verkäufe) | Verkäufe |
| ---------------------------- | ---------------------------------------------------------------------- | -------- |
| Australien (ARIA)            | Gold                                                                   | 35.000   |
| Vereinigtes Königreich (BPI) | —                                                                      | 100.000  |
| Insgesamt                    | 1× Gold ·                                                              | 135.000  |

Hauptartikel: Robbie Williams/Auszeichnungen für Musikverkäufe